# 圣墓堂 (米兰)
圣墓堂（Chiesa di San Sepolcro）是意大利米兰的一座罗马天主教教堂。该堂始建于1030年，此后曾多次改建。它位于米兰古城中心的圣墓广场（Piazza San Sepolcro）。
目前教堂的内部完成于1713-1719年，而罗曼式立面完成于1894-1897年，是由加埃塔诺·莫雷蒂和塞萨尔·纳瓦设计。Bramantino的壁画从大门移至教堂内部。堂内其他作品出自Francesco Maria Richini和Carlo Bellosio之手。